# 宋子仙
宋子仙（そう しせん、? - 551年）は、侯景の部将。侯景の乱で活躍し、侯景政権で三公の位に上った。

## 経歴
前半生は定かではない。侯景の麾下で儀同となり、太清2年（548年）からの侯景の乱に参加して南朝梁の都の建康を包囲した。11月、邵陵王蕭綸が建康救援のためにやってくると、侯景が自ら覆舟山の北に向かって蕭綸と対峙し、子仙は包囲陣に留まって壁を守った。12月、侯景の命を受けて南平王の邸に駐屯し、水辺に西向きに柵を立てて建康への援軍を防いだ。
太清3年（549年）3月、羊鴉仁・柳敬礼・鄱陽世子蕭嗣らが東府城の北に進軍してきたため、子仙はこれを襲撃して撃破した。侯景が子仙を司空に任じようとしたが、武帝に却下された。5月、子仙は銭塘に向かったが、新城戍主の戴僧逷に阻まれた。6月、陸緝・戴文挙らが起兵して1万人あまりを集め、侯景の太守の蘇単于を殺害して、前淮南郡太守の文成侯蕭寧を主に推して、侯景軍を阻んだ。子仙はこれを聞くと、陸緝らを撃破した。侯景により司徒に任じられた。11月、子仙は銭塘を攻撃して、戴僧逷を降した。12月、趙伯超・劉神茂らとともに会稽に進攻し、東揚州刺史の臨城公蕭大連が逃走したため、劉神茂を派遣して追撃させ、蕭大連を捕らえた。
大宝元年（550年）1月、侯景に京口に召還された。
大宝2年（551年）1月、侯景により太保に任じられた。4月、任約の援軍として東下し、郢州の防備の隙をついて軽騎300で急襲して陥落させ、郢州刺史の蕭方諸や行事の鮑泉を捕らえた。5月、先鋒1万人を率いて王僧弁の守る巴陵を攻撃したが、敗れて撤退した。6月、王僧弁に郢州を攻め落とされ、船で逃亡している途中、白楊浦で生け捕りされ、江陵に送られた。